# Kurayoshi
Kurayoshi (japanska: 倉吉市  ?, Kurayoshi-shi) är en stad i Tottori prefektur i Japan. Staden fick stadsrättigheter 1953.